# Championnat de Slovénie de football 2000-2001
Navigation
Saison précédente Saison suivante
La saison 2000-2001 du Championnat de Slovénie de football est la 10e édition de la première division slovène à poule unique, la PrvaLiga. Les 12 meilleurs clubs slovènes jouent les uns contre les autres à trois reprises durant la saison. En fin de saison, les deux derniers du classement sont directement relégués et remplacés par les deux meilleurs clubs de D2.
C'est le Maribor Teatanic, quadruple champion de Slovénie en titre, qui termine à nouveau en tête du championnat et remporte son 5e titre de champion. Le Maribor devance de 2 points l'Olimpija Ljubljana et de 6 points le NK Primorje.

## Les 12 clubs participants
| - Olimpija Ljubljana - Maribor Teatanic - NK Domžale - HIT Gorica - NK Mura - NK FC Koper - Promu de D2 | - Publikum Celje - NK Rudar Velenje - MND Tabor Sežana - Promu de D2 - NK Korotan Suvel Prevalje - NK Primorje - NK Dravograd |

## Compétition

### Classement
Le barème de points servant à établir le classement se décompose ainsi :
- Victoire : 3 points
- Match nul : 1 point
- Défaite : 0 point

| Rang | Équipe                    | Pts | J  | G  | N  | P  | Bp | Bc | Diff |
| ---- | ------------------------- | --- | -- | -- | -- | -- | -- | -- | ---- |
| 1    | Maribor Teatanic          | 62  | 33 | 18 | 8  | 7  | 61 | 36 | +25  |
| 2    | Olimpija Ljubljana        | 60  | 33 | 18 | 6  | 9  | 73 | 46 | +27  |
| 3    | NK Primorje               | 56  | 33 | 16 | 8  | 9  | 47 | 34 | +13  |
| 4    | NK Mura                   | 51  | 33 | 14 | 9  | 10 | 43 | 39 | +4   |
| 5    | Publikum Celje            | 50  | 33 | 15 | 5  | 13 | 59 | 52 | +7   |
| 6    | NK FC Koper (P)           | 46  | 33 | 12 | 10 | 11 | 43 | 43 | 0    |
| 7    | HIT Gorica (C)            | 43  | 33 | 13 | 4  | 16 | 52 | 46 | +6   |
| 8    | NK Rudar Velenje          | 43  | 33 | 12 | 7  | 14 | 43 | 44 | -1   |
| 9    | NK Korotan Suvel Prevalje | 43  | 33 | 12 | 7  | 14 | 44 | 51 | -7   |
| 10   | NK Domžale                | 37  | 33 | 11 | 4  | 18 | 45 | 64 | -19  |
| 11   | NK Dravograd              | 35  | 33 | 10 | 5  | 18 | 48 | 62 | -14  |
| 12   | MND Tabor Sežana (P)      | 28  | 33 | 7  | 7  | 19 | 34 | 75 | -41  |

|  | Qualification pour la Ligue des champions 2001-2002                                           |
|  | Qualification pour la Coupe UEFA 2001-2002                                                    |
|  | Qualification pour la Coupe Intertoto 2001                                                    |
|  | Relégation directe en deuxième division                                                       |
|  | (T) Tenant du titre (C) Vainqueur de la Coupe de Slovénie (P) Club promu de deuxième division |

## Bilan de la saison
| Championnat de Slovénie de football 2000-2001 |                                   |
| Champion                                      | Maribor Teatanic (5e titre)       |
| Coupes et trophées                            |                                   |
| Vainqueur de la Coupe de Slovénie 2000-2001   | HIT Gorica                        |
| Qualifications continentales                  |                                   |
| Ligue des champions 2001-2002                 | Maribor Teatanic                  |
| Coupe UEFA 2001-2002                          | HIT Gorica                        |
| Coupe UEFA 2001-2002                          | Olimpija Ljubljana                |
| Coupe Intertoto 2001                          | Publikum Celje                    |
| Promotions et relégations                     |                                   |
| Promus en PrvaLiga                            | NK Šmartno 1928 NK Živila Triglav |
| Relégués en Division 2                        | NK Dravograd MND Tabor Sežana     |